# Kora Jazz Band
Le Kora Jazz Band est un group de musique jazz né autour du Kora Jazz Trio, à partir de l'été 2010.

## Biographie
Soriba Kouyaté, remarqué chez Paolo Fresu, Ray Lema et Salif Keita), succède à la Kora à Djeli Moussa Diawara, investi dans d'autres projets. Sa présence permet au groupe de développer et d'explorer de nouveaux espaces musicaux.
Pour compléter la formation pendant l'enregistrement, d'autres musiciens sont invités sur certains titres : Andy Narell aux steelpans, Omar Marquez aux timbales et Manu Dibango au marimba.
En septembre 2010, quelques jours après l'enregistrement du premier album, Soriba Kouyaté décède soudainement, à la suite de problèmes cardiaques. Lors du Festival Mondial des Arts Nègres qui a lieu à Dakar en décembre 2010, le groupe lui rend un dernier hommage, en invitant son frère, Mady Kouyaté lui aussi koriste, pour un concert unique.
L'album Kora Jazz Band & guests paraît en septembre 2011 et est soutenu par une tournée internationale sur l'année 2012, pour laquelle Yakhouba Sissokho a succédé à Soriba Kouyaté. Ce musicien, griot connaisseur de la tradition mandingue est habitué à frotter les cordes de sa kora à divers styles musicaux - il a notamment joué avec Dee Dee Bridgewater, Erik Truffaz, Jean-Philippe Rykiel, Lansine Kouyaté...
En 2014, le groupe fera paraître l'album Back to Africa, dont le titre rend malicieusement hommage à Jean-Sébastien Bach. En effet, si le deuxième morceau de l'album s'intitule Badinerie, c'est dans le troisième titre (Baden gna) que se retrouve la célèbre badinerie de la Suite orchestrale n°7, réinterprétée dans un arrangement swinguant.
Puis en 2015, c'est un album de concert Live au New Morning qui marquera la fin de l'aventure Kora Jazz Band avant le retour au Kora Jazz Trio, pour la sortie de leur quatrième album, après 8 ans de silence sous ce nom : Part IV (en 2018).

## Formation
- Abdoulaye Diabaté, originaire du Sénégal : piano
- Soriba Kouyaté, originaire du Sénégal : kora (2010) - décédé
- Yakhouba Sissokho, originaire du Sénégal : kora, chant (depuis janvier 2011)
- Moussa Sissokho, originaire du Sénégal : percussions

## Discographie
- 2011 – Kora Jazz Band. Invités : Manu Dibango (Marimba), Andy Narell (Steelpan), Omar Marquez (Timbales), Cyrille Maillard (Timbales)
- 2014 – Back to Africa. Invités : Andy Narell (Steelpan), Ousmane Kouyaté (Guitare), Adama Condé (Balafon), Cyrille Maillard (Timbales), Kandet Dioubaté et Monica Pereira (Voix)
- 2015 – Live au New Morning. Enregistré en concert dans la salle du New Morning, à Paris, en 2015. L'album est distribué accompagné d'un DVD.